# Sicurezza pubblica popolare del Vietnam
La Sicurezza pubblica popolare del Vietnam (Công an Nhân dân Việt Nam in vietnamita) è il principale corpo di forze dell'ordine del Vietnam, sotto il controllo del Ministero di pubblica sicurezza. Fa anche parte delle forze armate vietnamite ed è di fatto sotto il controllo del Partito Comunista del Vietnam. La forza è stata creata il 19 agosto 1945 al momento della dichiarazione d'indipendenza del paese dalla Francia. È suddivisa in due forze principali, la Forza di sicurezza pubblica popolare del Vietnam e la Forza di polizia popolare del Vietnam.

## Funzioni
La Sicurezza pubblica popolare del Vietnam è suddivisa in due forze principali, con diverse aree di responsabilità.
La Forza di sicurezza pubblica popolare del Vietnam ha il compito di:
- Prevenire, investigare e e bloccare azioni di nemici del Vietnam che potrebbero danneggiare la sicurezza nazionale.
- Servizio di intelligence.
- Collaborare con altre forze di polizia e di intelligence.
- Gestire l'approvazioni di visti di uscita dal paese, sicurezza e valichi di frontiera, posti di immigrazione negli aeroporti e assicurare la sicurezza di cittadini stranieri e di vietnamiti residenti all'estero durante la loro presenza nel paese.
- Difendere la sicurezza del Governo della Repubblica popolare da minacce interne ed estere.
- Aiutare a costruire un senso di sicurezza in tutti gli ambiti della vita e in tutte le zone del paese.
- Eseguire altri compiti in linea con la legge nazionale.

La Forza di polizia popolare del Vietnam, che include la difesa civile, ha il compito di:
- Prevenire, investigare e bloccare attività criminali in ambito politico, ambientale, stradale e di corruzione.
- Lavorare con la cittadinanza per prevenire atti criminali.
- Gestire la pubblica sicurezza, la sicurezza dei trasporti e delle vie di comunicazione, la lotta agli incendi e la difesa civile.
- Protezione civile.

Le due forze sono addestrate nelle due accademie preposte, l'Accademia della polizia popolare del Vietnam e l'Istituto di sicurezza popolare del Vietnam.